# Mistrovství světa ve veslování 1994
Mistrovství světa ve veslování 1994 byl v pořadí 23. šampionát konaný mezi 11. a 18. zářím 1994 v areálu Eagle Creek Park v americkém Indianapolis.
Každoroční veslařská regata trvající jeden týden je organizována Mezinárodní veslařskou federací (International Rowing Federation; FISA) obvykle na konci léta severní polokoule. V neolympijských letech představuje mistrovství světa vyvrcholení mezinárodního veslařského kalendáře a v roce, jenž předchází  olympijským hrám, představuje jejich hlavní kvalifikační událost. V olympijských letech pak program mistrovství zahrnuje pouze neolympijské disciplíny.

## Medailové pořadí
| Pořadí | Země               | Zlato | Stříbro | Bronz | Celkem |
| ------ | ------------------ | ----- | ------- | ----- | ------ |
| 1      | Itálie             | 4     | 2       | 1     | 7      |
| 2      | Německo            | 3     | 3       | 3     | 9      |
| 3      | Spojené království | 3     | 1       | 1     | 5      |
| 4      | USA                | 2     | 3       | 1     | 6      |
| 5      | Rumunsko           | 2     | 1       | 3     | 6      |
| 6      | Dánsko             | 2     | 1       | 1     | 4      |
| 7      | Nizozemsko         | 1     | 2       | 1     | 4      |
| 8      | Francie            | 1     | 1       | 1     | 3      |
| 9      | Kanada             | 1     | 1       | 0     | 2      |
| 9      | Nový Zéland        | 1     | 1       | 0     | 2      |
| 11     | Rakousko           | 1     | 0       | 0     | 1      |
| 11     | Chorvatsko         | 1     | 0       | 0     | 1      |
| 11     | Norsko             | 1     | 0       | 0     | 1      |
| 14     | Čína               | 0     | 2       | 1     | 3      |
| 15     | Austrálie          | 0     | 1       | 3     | 4      |
| 16     | Švýcarsko          | 0     | 1       | 2     | 3      |
| 17     | Irsko              | 0     | 1       | 1     | 2      |
| 17     | Ukrajina           | 0     | 1       | 1     | 2      |
| 19     | Rusko              | 0     | 1       | 0     | 1      |
| 20     | Belgie             | 0     | 0       | 1     | 1      |
| 20     | Portugalsko        | 0     | 0       | 1     | 1      |
| 20     | Slovinsko          | 0     | 0       | 1     | 1      |
| Celkem | Celkem             | 23    | 23      | 23    | 69     |

## Přehled medailí

### Mužské disciplíny
| Disciplína                      | Zlato | Čas     | Stříbro | Čas     | Bronz | Čas     |
| Skif M1x                        | Německo André Willms | 6:46,33 | Švýcarsko Xeno Müller | 6:48,10 | Slovinsko Iztok Čop | 6:49,33 |
| Dvojskif M2x                    | Norsko Lars Bjønness Rolf Thorsen | 6:08,33 | Německo Christian Händle Peter Uhrig | 6:08,88 | Francie Samuel Barathay Yves Lamarque | 6:10,03 |
| Párová čtyřka M4x               | Itálie Alessandro Corona Rossano Galtarossa Massimo Paradiso Alessio Sartori                                                           | 5:37,68 | Ukrajina Oleksandr Marchenko Leonid Shaposhnykov Mykola Chupryna Oleksandr Zaskalko                                                                              | 5:39,11 | Německo Andreas Hajek André Steiner Stephan Volkert Torsten Weishaupt                                                                                               | 5:39,71 |
| Dvojka s kormidelníkem M2+      | Chorvatsko Igor Boraska Tihomir Franković Milan Razov (k)                                                                              | 6:42,16 | Itálie Carmine Abbagnale Gioacchino Cascone Antonio Cirillo (k)                                                                                                  | 6:42,98 | Rumunsko Nicolae Spîrcu Ioan Vizitiu Marin Gheorghe (k) | 6:46,99 |
| Dvojka bez kormidelníka M2-     | Spojené království Matthew Pinsent Steve Redgrave                                                                                      | 6:18,65 | Německo Peter Hoeltzenbein Thorsten Streppelhoff | 6:19,75 | Austrálie Robert Walker Richard Wearne | 6:20,25 |
| Čtyřka s kormidelníkem M4+      | Rumunsko Valentin Robu Iulică Ruican Viorel Talapan Florian Tudor Marin Gheorghe (k)                                                   | 6:06,69 | USA Bill Cooper Adam Holland Edward Murphy Chris Swan Peter Cipollone (k)                                                                                        | 6:06,98 | Nizozemsko Michiel Bartman Jochen Jansen Pim Vos Marc Eecen Kagan Turkcan (k)                                                                                       | 6:07,73 |
| Čtyřka bez kormidelníka M4-     | Itálie Riccardo Dei Rossi Raffaello Leonardo Valter Molea Carlo Mornati                                                                | 5:48,44 | Francie Michel Andrieux Daniel Fauché Philippe Lot Jean-Christophe Rolland                                                                                       | 5:49,82 | Spojené království Tim Foster Rupert Obholzer Greg Searle Jonny Searle                                                                                              | 5:50,37 |
| Osma M8+                        | USA Jonathan Brown Sean Hall Frederic Honebein Robert Kaehler Jeffrey Klepacki James Koven John McKibbon Don Smith Steven Segaloff (k) | 5:24,50 | Nizozemsko Kai Compagner Nico Rienks Niels van der Zwan Jaap Krijtenburg George van Iwaarden Niels van Steenis Henk-Jan Zwolle Ronald Florijn Jeroen Duyster (k) | 5:25,10 | Rumunsko Dorin Alupei Vasile Năstase Dragoș Neagu Cornel Nemțoc Valentin Robu Iulică Ruican Viorel Talapan Florian Tudor Marin Gheorghe (k)                         | 5:27,08 |
| Skif LV LM1x                    | Spojené království Peter Haining | 6:53,48 | Irsko Niall O’Toole | 6:56,33 | Dánsko Karsten Nielsen | 6:56,99 |
| Dvojskif LV LM2x                | Itálie Michelangelo Crispi Francesco Esposito                                                                                          | 6:18,10 | Nový Zéland Robbie Hamill Mike Rodger | 6:20,14 | Švýcarsko Markus Gier Michael Gier | 6:20,85 |
| Párová čtyřka LV LM4x           | Rakousko Gernot Faderbauer Walter Rantasa Christoph Schmölzer Wolfgang Sigl                                                            | 5:46,75 | Itálie Enrico Gandola Paolo Pittino Ivano Zasio Massimo Guglielmi                                                                                                | 5:48,83 | Portugalsko Henrique Baixinho Luis Fonseca Jose Leitao Luis Ahrens Teixeira                                                                                         | 5:49,64 |
| Dvojka bez kormidelníka LV LM2- | Itálie Carlo Gaddi Leonardo Pettinari                                                                                                  | 6:34,70 | Rusko Vladimir Mitiusjev Alexandr Ustinov | 6:39,92 | Irsko Neville Maxwell Tony O’Connor | 6:39,96 |
| Čtyřka bez kormidelníka LV LM4- | Dánsko Eskild Ebbesen Victor Feddersen Niels Henriksen Thomas Poulsen                                                                  | 5:53,77 | Austrálie Bruce Hick Gary Lynagh James Seppelt Andrew Stunnel | 5:56,24 | Německo Stephan Fahrig Oliver Rau Bernhard Stomporowski Martin Weiß                                                                                                 | 5:57,07 |
| Osma LV LM8+                    | Spojené království Christopher Bates Simon Cox Steve Ellis Toby Hessian Tom Kay Dave Lemon Jim McNiven Carl Smith John Deakin (k)      | 5:31,00 | Dánsko Johnny Bo Andersen Morten Bagger Michael Hjelmer Jeppe Jensen Kollat Michael Jensen Hardy Olesen Bo Vestergaard Thomas Buch Stephen Masters (k)           | 5:31,36 | Itálie Salvatore Amitrano Enrico Barbaranelli Massimiliano Faraci Pasquale Marigliano Fabrizio Ravasi Andrea Re Roberto Romanini Carmine Somma Gaetano Iannuzzi (k) | 5:34,63 |

### Ženské disciplíny
| Disciplína                      | Zlato | Čas     | Stříbro | Čas     | Bronz | Čas     |
| Skif W1x                        | Dánsko Trine Hansenová | 7:23,96 | Německo Kathrin Boronová | 7:24,90 | Belgie Annelies Bredaelová | 7:25,56 |
| Dvojskif W2x                    | Nový Zéland Philippa Bakerová Brenda Lawsonová | 6:45,30 | Kanada Kathleen Heddleová Marnie McBeanová | 6:46,17 | Německo Angela Schusterová Jana Thiemeová | 6:47,16 |
| Párová čtyřka W4x               | Německo Kerstin Köppenová Kristina Mundtová-Richterová Katrin Rutschowová Jana Sorgersová | 6:11,73 | Čína Mianying Cao Xirong Liu Xiuyun Zhang Guifeng Zhao | 6:15,74 | Ukrajina Svitlana Maziy Dina Miftakhutdynova Olena Ronzhyna Tetiana Ustiuzhanina                                                                       | 6:18,05 |
| Dvojka bez kormidelnice W2-     | Francie Hélène Cortinová Christine Gosseová | 7:01,77 | Rumunsko Iulia Bobeică-Bulie Elisabeta Lipă | 7:05,45 | Austrálie Carmen Klompová-Wearneová Anna Ozolinsová | 7:07,60 |
| Čtyřka bez kormidelnice W4-     | Nizozemsko Femke Boelenová Elien Meijerová Muriel van Schilfgaarde Rita de Jongová | 6:30,76 | USA Catriona Fallonová Amy Fullerová Anne Kakela Monica Tranelová-Michiniová | 6:31,92 | Austrálie Alison Daviesová Kate Slatterová Megan Stillová Victoria Toogoodová                                                                          | 6:32,85 |
| Osma W8+                        | Německo Kathrin Haackerová Andrea Klaphecková Micaela Schmidtová-Kubicki Doreen Martinová Dana Pyritzová Antje Reehagová Ute Schellová-Stangeová Stefani Werremeierová Doreen Schnellová (k) | 6:07,42 | USA Jennifer Dore Catriona Fallonová Amy Fullerová Anne Kakela Laurel Korholzová Elizabeth McCaggová Katherine Scanlonová Lewisová Monica Tranelová-Michiniová Yasmin Farooqová (k) | 6:08,24 | Rumunsko Angela Alupei Iulia Bobeică-Bulie Veronica Cochelea Lenuta Doroftei Doina Ignatová Elisabeta Lipă Ioana Olteanu Anca Tănase Cristina Ilie (k) | 6:08,55 |
| Skif LV LW1x                    | Rumunsko Constanța Burcică | 7:34,17 | Nizozemsko Laurien Vermulstová | 7:35,81 | Švýcarsko Pia Vogelová | 7:38,63 |
| Dvojskif LV LW2x                | Kanada Colleen Millerová Wendy Wiebe | 6:54,85 | Čína Shaoyan Ou Aifang Zhong | 6:56,83 | USA Lindsay Burnsová Teresa Zarzeczny | 6:57,76 |
| Čtyřka bez kormidelnice LV LW4- | USA Christine Collinsová Danika Holbrooková-Harrisová Charlotte Hollingsová Linda Muri | 6:36,40 | Spojené království Jane Brownlessová Annamarie Hallová Annamarie Stapletonová Tonia Williamsová                                                                                     | 6:37,28 | Čína Yahong Ding Fei Li Xiaoli Liao Fang Wang | 6:38,27 |